# Heliocypha bisignata
Heliocypha bisignata – gatunek ważki z rodziny Chlorocyphidae. Jest endemitem Indii.